# Passiflora transversalis
Passiflora transversalis är en passionsblomsväxtart som beskrevs av M.A.M.Azevedo. Passiflora transversalis ingår i släktet passionsblommor, och familjen passionsblomsväxter. Inga underarter finns listade i Catalogue of Life.